# Chrystalla Georghadji
Chrystálla Georghádji (grec moderne : Χρυστάλλα Γιωρκάτζη), née le 13 juillet 1956 à Famagouste, Chypre, est une économiste chypriote, gouverneure de la Banque centrale de Chypre de 2014 à 2019. Elle est la première femme à occuper cette fonction,,.

## Éducation et carrière
Chrystalla Georghadji est diplômée en économie de l'université nationale et capodistrienne d'Athènes, en Grèce, en 1978. Elle suit un troisième cycle en économie et économétrie à l'université de Southampton.
Elle est auditrice générale de la république de Chypre de 1998 à 2014, un poste indépendant de surveillance des dépenses publiques. Le 11 avril 2014, elle est nommée gouverneure de la Banque centrale de Chypre.